# ناهاس أنكولا
ناهاس أنكولا (بالإنجليزية: Nahas Angula)‏ (و. 1943  م) هو سياسي، من ناميبيا، هو عضوٌ في سوابو.

## مناصب
تولى منصب رئيس وزراء ناميبيا ‏ (21 مارس 2005–4 ديسمبر 2012)، ووزير الدفاع، وعضو الجمعية الوطنية الناميبية.

## التعليم
تعلم في University of Zambia ‏، وجامعة كولومبيا، وكلية المعلمين (جامعة كولومبيا).
| المناصب السياسية | المناصب السياسية                                | المناصب السياسية |
| ---------------- | ----------------------------------------------- | ---------------- |
| سبقه             | رئيس وزراء ناميبيا 21 مارس 2005 - 4 ديسمبر 2012 | تبعه             |